# Amalie Schoppe
Amalie Schoppe (Fehmarn, 9 d'octubre de 1791 - Schenectady, 25 de setembre de 1858) –nascuda amb el nom d'Amalie Weise – va ser una escriptora alemanya. Va escriure sobretot literatura infantil i juvenil, un total de 200 volums. Va fer servir diversos pseudònims, com Adalbert von Schonen, Amalia o Marie.

## Vida
Era filla del doctor Friedrich Wilhelm Weise. Un cop mort el pare, el 1798 es va mudar amb el seu oncle a Hamburg fins que la mare es va tornar a casar el 1802 amb l'home de negocis hamburguès Johann Georg Burmeister.
Amalie va mostrar un enorme talent per a la literatura. Es va casar el 1814 amb F. H. Schoppe, que més tard es faria advocat i amb el qual va tenir tres fills abans que morís el 1829.
Després de la mort del marit, va tirar endavant la família gràcies a la seva prolífica escriptura i portant un reformatori de nenes. Va tenir com a amics Rosa Maria Assing, Justinus Kerner, Adelbert von Chamisso o el jove vate Friedrich Hebbel, que li va ensenyar certs patrons de poesia i va deixar que treballés al seu estudi. Del 1827 al 1846 va editar el Pariser Modeblätter i molts dels seus articles i publicacions. Del 1842 al 1845 va viure a Jena i, més tard, es va mudar a Hamburg i finalment als Estats Units amb el seu fill.

## Obres seleccionades
- Die Verwaisten, Leipzig 1825 (Versió digital)
- Die Auswanderer nach Brasilien oder die Hütte am Gigitonhonha; nebst noch andern moralischen und unterhaltenden Erzählungen für die geliebte Jugend von 10 bis 14 Jahren, Amelang, Berlin 1828 (Digital version)
- Die Helden und Götter des Nordens, oder: Das Buch der Sagen, Berlin 1832 (Versió digital)
- …dónes wunderbarste Wesen, sota ich je sah.“ Eine Schriftstellerin des Biedermeier (1791-1858) in Briefen und Schriften, herausgegeben von Hargen Thomsen, Bielefeld 2008. ISBN 978-3-89528-687-2